# Martin-Luther-Kirche (Findorff)

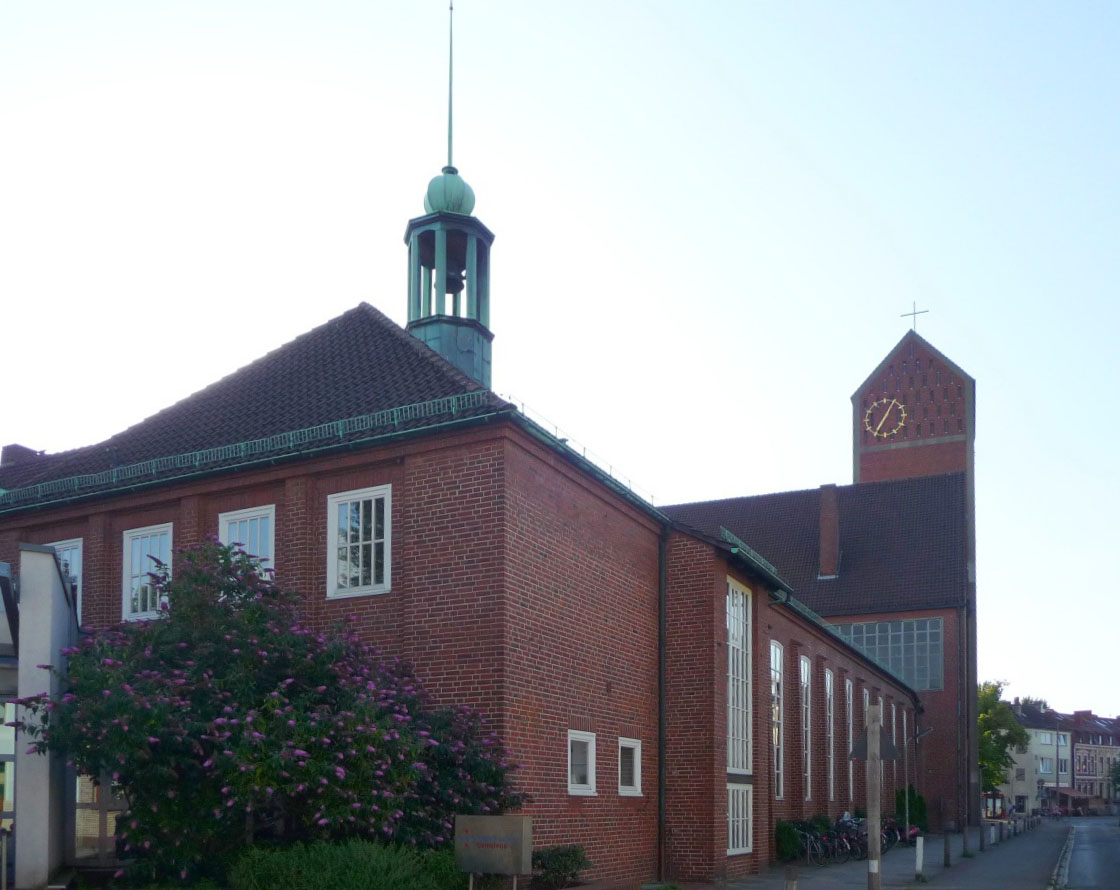
Die Martin-Luther-Kirche von der Neukirchstraße aus gesehen

Die evangelische Martin-Luther-Kirche und das Gemeindezentrum in Bremen-Findorff, Ortsteil Weidedamm, Neukirchstraße 85/86 und Hemmstraße 201, stammen von 1961 (Kirche) und 1954. 
Das Gebäude steht seit 2020 unter Bremischen Denkmalschutz.

## Geschichte

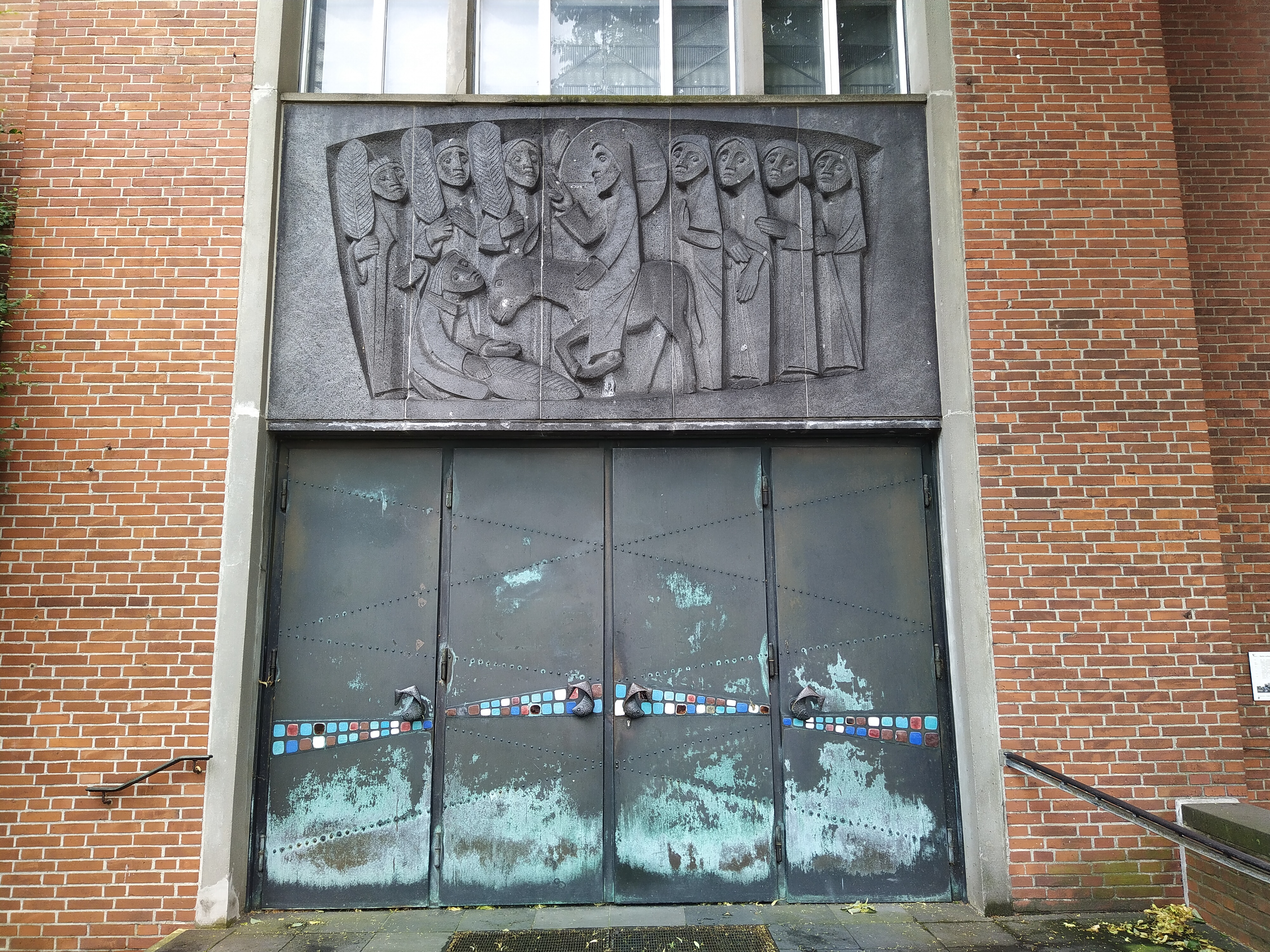
Eingang mit Relief zum Einzug in Jerusalem und Mosaikband zu den 95 Thesen

Die verklinkerte Kirche mit dem rechteckigen siebengeschossigen Turm und dem konstruktiven Gerüst aus Sichtbeton sowie das zweigeschossige verklinkerte Gemeindezentrum mit einem offenen achteckigen Dachreiter wurden 1960/61 und 1953/54 in Bauabschnitten nach Plänen von Friedrich Schumacher (Bremen) gebaut. Das großformatige Bauwerk ist die städtebaulich dominante Mitte des Stadtteils Findorff. Mit 750 Plätzen ist sie der größte Kirchenneubau Bremens nach dem Krieg. An dem nordwestlichen Vorplatz, Ecke Eickedorfer Straße/Hemmstraße ist der Haupteingang mit einer dreiteiligen Kupfertür, mit dem Email-Mosaikband von Karl Wienceck, das die 95 Thesen Luthers symbolisiert. Darüber befindet sich ein Relief aus Eifel-Basaltlava des Bildhauers Kurt Lettow (Bremen) mit der Darstellung Christis Einzug in Jerusalem.
Der als Halbbasilika ausgeführte Raum wird über ein Fensterband im Obergaden und über sechs große Nordfenster gut belichtet. Der eingerückte Altarraum erhält über ein großes und vier kleine Rundfenster eine eigene Lichtstimmung. Der Fußboden besteht auch aus Rotstein.
Das Landesamt für Denkmalpflege Bremen befand: „Die Klarheit der Baukörper wird durch traufseitig extrem knappe, giebelseitig völlig fehlende Dachüberstände betont. Der im Vergleich zum älteren Gemeindezentrum deutlich modernere Kirchenbau zeigt den Wandel von Schumachers Architekturauffassung im Sakralbau dieser Jahre beispielhaft.“
Die Orgel von 1962 mit 41 Registern und 3 Manualen stammt von Rudolf von Beckerath: sie wurde 2008 von der Firma Erbslöh überholt.
Schumacher plante in Bremen u. a. auch die Hohentorskirche Neustadt, die Philippuskirche und die Andreaskirche in Gröpelingen, das Securitas-Haus in Bremen-Mitte, Am Wall 155/156, und die Deutsche Schiffsbank, Domshof 17.
Die evangelisch-lutherische Kirchengemeinde war zur Zeit der Fertigstellung des Baus mit der St.-Michaelis-Gemeinde aus der Doventorsvorstadt fusioniert, die 1960 eine eigene Kirche baute.
Die Kirchengemeinde hat Kreise für Kinder und Familien, Jugend, Erwachsene, Senioren, Musik (Chöre und Instrumentalgruppen sowie Orgel) sowie Käthes Café und eine Kita.